# The Early Singles (Pink Floyd)
The Early Singles è una compilation del 1993 del gruppo musicale britannico Pink Floyd che raccoglie i loro primi singoli.

## Descrizione
Venne pubblicato come parte integrante del Box-Set Shine On; con la sola esclusione del brano Point Me at the Sky, tutti gli altri erano già stati pubblicati o nel primo album del gruppo del 1967 o nelle compilation Relics (1971) e The Best of the Pink Floyd (1973). Negli USA le tracce Apples and Oranges e Point Me at the Sky non erano state pubblicate come singolo.

## Tracce
Testi e musiche di Syd Barrett, eccetto dove indicato.
1. Arnold Layne – 2:57
2. Candy and a Currant Bun – 2:47
3. See Emily Play – 2:54
4. The Scarecrow – 2:10
5. Apples and Oranges – 3:08
6. Paint Box – 3:47 (Rick Wright)
7. It Would Be So Nice – 3:46 (Rick Wright)
8. Julia Dream – 2:37 (Roger Waters)
9. Point Me at the Sky – 3:35 (Roger Waters)
10. Careful with That Axe, Eugene – 5:44 (Rick Wright, David Gilmour, Roger Waters, Nick Mason)

## Formazione
- Syd Barrett – voce, chitarra
- Richard Wright – organo Farfisa e Hammond, pianoforte, cori;
- Roger Waters – basso
- Nick Mason – batteria, percussioni